# Bananplantage på Tenerifa
Bananplantage på Tenerifa er en dokumentarfilm fra 1954 instrueret af Hakon Mielche.

## Handling
I bananplantagen rydder man ukrudt væk. Vandingskanalerne står fulde af spande. Hundblomsten sidder øverst i blomsterstanden; i spidsen af standen sidder hanblomsterne i en løgformet knop. En stor klase grønne bananer skæres ned og bæres til pakning. Den renses først for støv, hvorpå den polstres med papirpakker, svøbes ind i halm, og til sidst pakkes ind i stærkt karduspapir, klar til forsendelse.